# Madre con bambino malato
Madre con bambino malato è un dipinto a olio su tela (47,5x41 cm) realizzato nel 1903 dal pittore spagnolo Pablo Picasso.
È conservato nel Museu Picasso di Barcellona.
Il quadro fa parte del cosiddetto periodo blu, caratterizzato, oltre alla predominanza del colore blu, da atmosfere di angoscia e da soggetti malati o ai limiti della società.